# Calamaria everetti
Calamaria everetti är en ormart som beskrevs av Boulenger 1893. Calamaria everetti ingår i släktet Calamaria och familjen snokar. IUCN kategoriserar arten globalt som livskraftig. Inga underarter finns listade.
Arten förekommer på Borneo samt på den filippinska ön Palawan. Honor lägger ägg.